# Oxyparna
Oxyparna är ett släkte av tvåvingar. Oxyparna ingår i familjen borrflugor.
Kladogram enligt Catalogue of Life:
| Oxyparna | \| \| Oxyparna diluta \| \| \| \| \| \| Oxyparna melanostigmata \| \| \| \| |
|          | \| \| Oxyparna diluta \| \| \| \| \| \| Oxyparna melanostigmata \| \| \| \| |
|          | Oxyparna diluta                                                             |
|          |                                                                             |
|          | Oxyparna melanostigmata                                                     |
|          |                                                                             |